# کونستانتین ناهک
کونستانتین ناهک (استونیایی: Konstantin Nahk؛ زادهٔ ۱۰ فوریهٔ ۱۹۷۵) بازیکن فوتبال اهل استونی بود.
از باشگاه‌هایی که در آن بازی کرده‌است می‌توان به باشگاه فوتبال تالین سادام، باشگاه فوتبال لوادیا تالین، باشگاه فوتبال اینفونت، و باشگاه فوتبال ویلیاندی تولویک اشاره کرد.